# Calle de Santa Engracia (Madrid)
La calle de Santa Engracia es una calle de la ciudad española de Madrid. De norte a sur arranca desde la glorieta de Cuatro Caminos, cruza las calles de Ríos Rosas y José Abascal; llegando a la glorieta del Pintor Sorolla (de donde salen hacia el oeste la calle de Eloy Gonzalo y el paseo del General Martínez Campos). Tras cruzar la plaza de Chamberí (de donde salen hacia el suroeste la calle de Luchana y el paseo de Eduardo Dato) termina en la Plaza de Alonso Martínez. 

## Historia y descripción
Santa Engracia es el nombre de una mártir cristiana nacida en el territorio del actual Portugal, sometida a tortura en Zaragoza en tiempo de Diocleciano para que abjurase del cristianismo; según el conde de Montarco habría recibido el nombre por una quinta llamada Quinta de Santa Engracia propiedad de su bisabuelo, que habría existido en la zona. Según María Isabel Gea la denominación, que data de 1859, podría ser debida a Antonio Cuadros, fallecido en combate en Zaragoza durante la guerra de independencia en las proximidades de la huerta del convento de Santa Engracia.

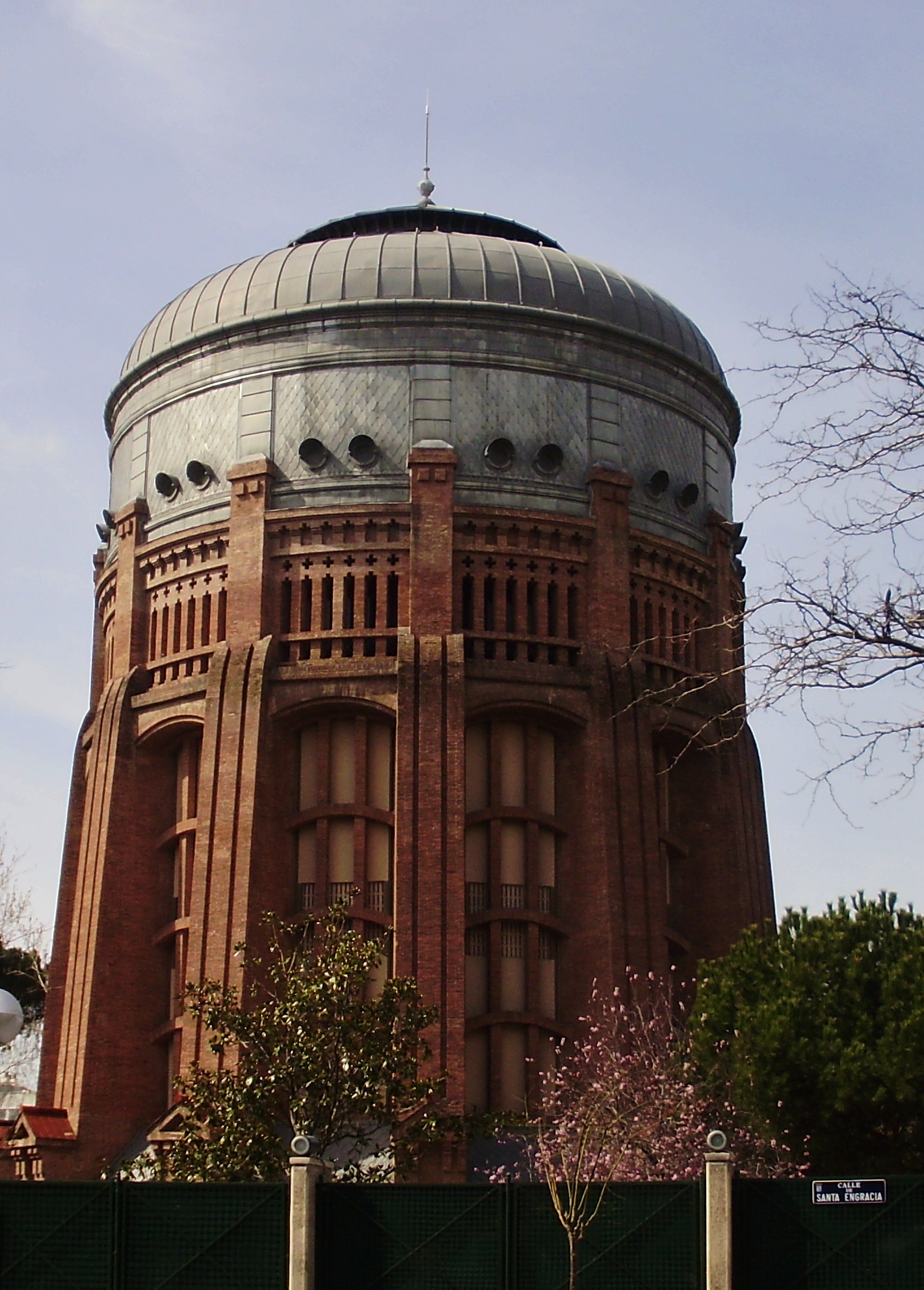
Depósito de Santa Engracia.

Comenzando en la plaza de Alonso Martínez (antaño, glorieta de Santa Bárbara) y finalizando en la glorieta de Cuatro Caminos, en el cruce con la calle de Bravo Murillo, discurre enteramente por el distrito de Chamberí.
Originariamente correspondía en el plano de Teixeira con el camino de Hortaleza. También se llamó paseo de Doña Bárbara de Braganza (por ser una zona de paseo de la esposa de Fernando VI, Bárbara de Braganza) y paseo de Chamberí (ya desde 1752). El ramal de San Luis del viaje de la Alcubilla bajaba antiguamente por la calle. Durante la dictadura franquista, en 1940, se produjo el cambio de su denominación por el de «calle de Joaquín García Morato». Durante el gobierno municipal de Enrique Tierno Galván se aprobó, el 25 de enero de 1980, a propuesta del concejal de cultura Enrique Moral, la recuperación del nombre previo de Santa Engracia junto al cambio de denominación de otras 26 calles de la capital. El Depósito elevado de Chamberí se encuentra situado en la calle.

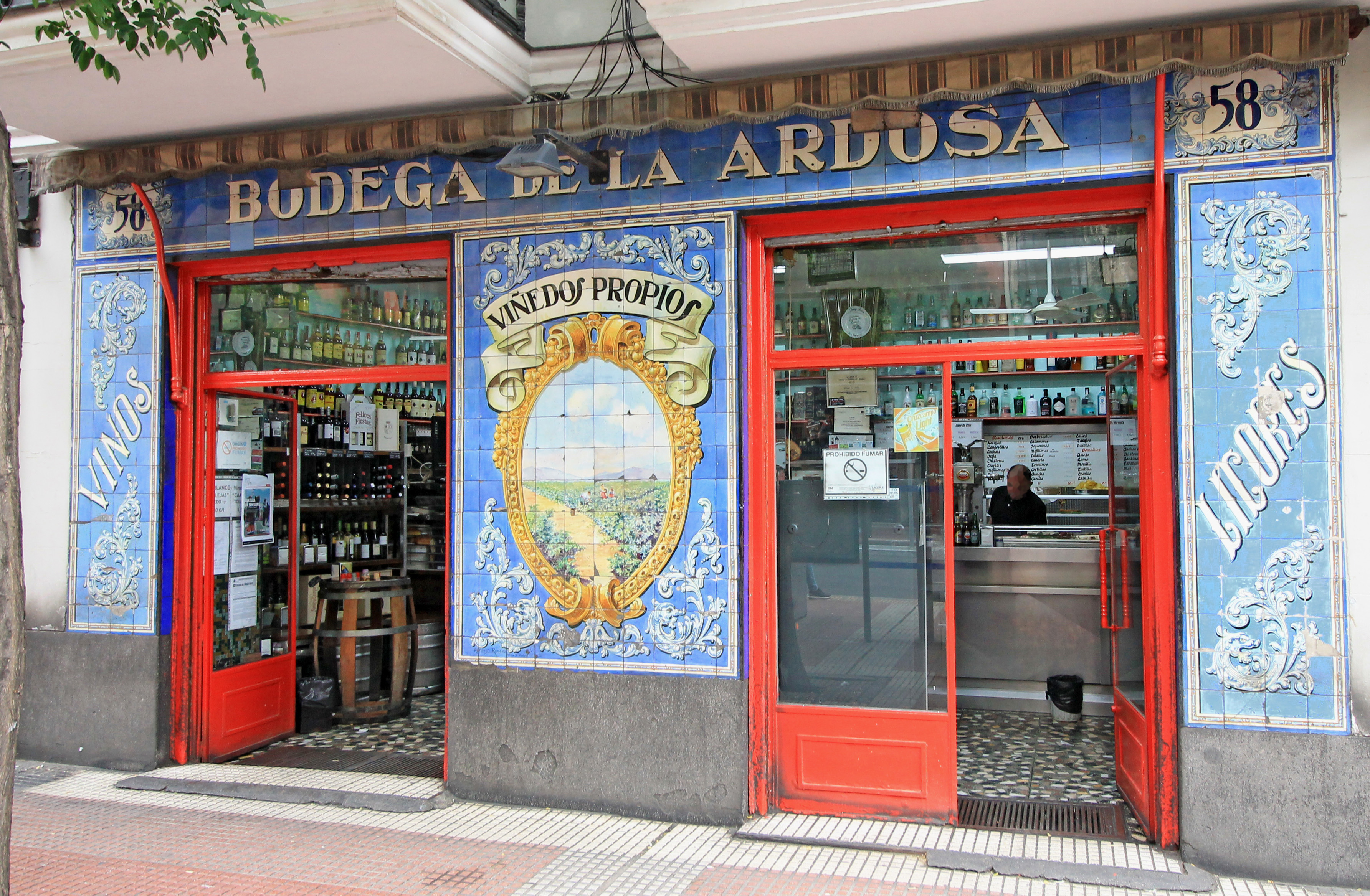
Establecimiento de la cadena de Bodegas La Ardosa, en el número 70 de esta calle (antiguo n.^{o} 58), con su castiza fachada de azulejería obra de Alfonso Romero Mesa.